# Ellen Thesleff

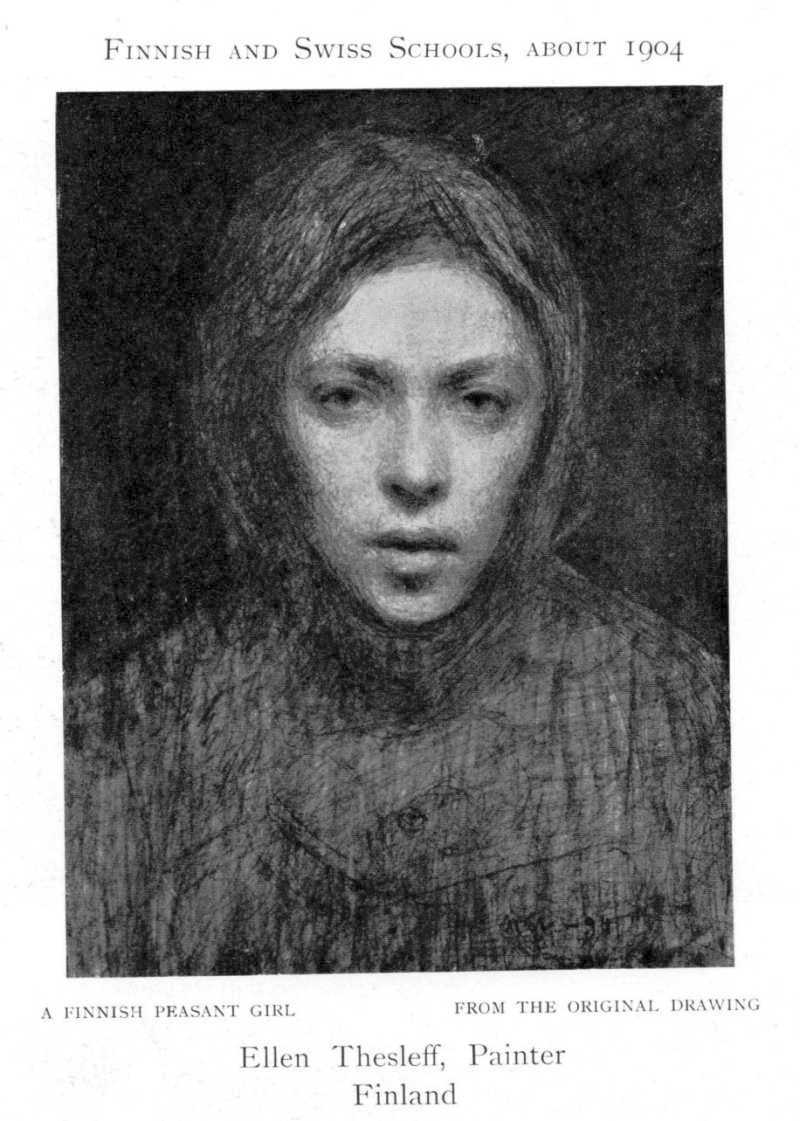
Selbstporträt, 1894

Ellen Thesleff (geboren 5. Oktober 1869 in Helsinki; gestorben 12. Januar 1954 ebenda) war eine finnische Malerin des Expressionismus, Impressionismus  und Symbolismus. Sie gilt auch als Pionierin der Moderne.

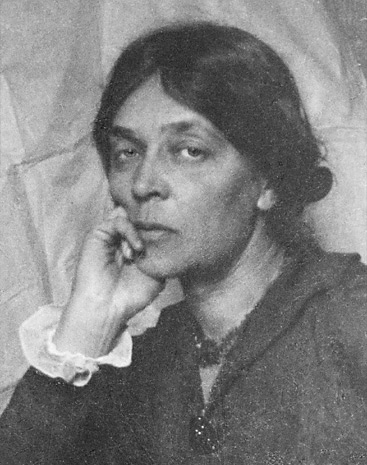
Ellen Thesleff, 1945

## Leben

### Ausbildung
Ellen Thesleff wuchs in Kuopio in einem kunstsinnigen Elternhaus auf, in dem gemeinsam musiziert wurde, sie sang und spielte Klavier; ihr Vater war Amateurmaler. Mit 16 Jahren verließ sie Kuopio, um in Helsinki an einer privaten Zeichenschule zu studieren, die von Adolf von Becker geführt wurde. Unter ihren Kommilitonen waren auch Helene Schjerfbeck und Akseli Gallen-Kallela. 1888 setzte sie ihre Studien bei Gunnar Berndtson an der Akademie der Schönen Künste in Helsinki fort. 
Wie viele Künstler jener Zeit ging sie nach Paris, und sie studierte dort ab 1891 an der Académie Colarossi bei Gustave Courtois und Pascal Dagnan-Bouveret. Bis 1894 kehrte sie mehrmals in die französische Hauptstadt zurück und nahm den Einfluss von Pierre Puvis de Chavannes und Eugène Charrière auf. Es folgten Aufenthalte in Italien; so in Florenz. Thesleff war an der Kunst der Renaissance besonders interessiert und von Sandro Botticelli und Leonardo da Vinci fasziniert. Während eines dieser Aufenthalte in Italien  lernte sie Edward Gordon Craig kennen, der sie in die Technik des Holzschnitts einführte.

### Beruflicher Erfolg
Ihr Gemälde Echo, das sie im Sommer 1891 gemalt hatte, wurde für die Finnish Artists’ Association’s exhibition akzeptiert, war dort sehr erfolgreich und brachte ihr damit den Durchbruch als Künstlerin. Beeinflusst vom Impressionismus und Symbolismus war sie eine Wegbereiterin der Gruppe Septem, die den Impressionismus nach Finnland brachte. Thesleff erhielt 1951 die Pro Finlandia Medaille für verdienstvolle Künstler, verliehen durch den finnischen Präsidenten. Seit den 2000er Jahren erfährt Thesleff vermehrt Beachtung, so fand von April 2019 bis Januar 2020 im HAM – Helsinki Art Museum eine große Retrospektive mit dem Titel Ellen Thesleff – I Paint Like a God statt.

## Stil
Thesleff wurde in realistischer Malerei ausgebildet und bewegte sich als Künstlerin durch verschiedene Phasen moderner Malerei, von Symbolismus zu Expressionismus, Impressionismus und Moderne. Besonders bekannt ist sie für eine ausdrucksstarke Motivwahl, kühnen Umgang mit Farben, ungewöhnliche Kontraste und experimentelle Auflösung von Formen.